# Kaneeltiran
De kaneeltiran (Pyrrhomyias cinnamomeus) is een zangvogel uit de familie Tyrannidae (tirannen).

## Verspreiding en leefgebied
Deze soort komt voor van Venezuela tot Argentinië en telt zes ondersoorten:
- P. c. assimilis: Sierra Nevada de Santa Marta (Colombia).
- P. c. pyrrhopterus: van Colombia en noordwestelijk Venezuela tot Ecuador en noordelijk Peru.
- P. c. vieillotioides: het kustgebergte van noordwestelijk Venezuela.
- P. c. spadix: het kustgebergte van noordoostelijk Venezuela.
- P. c. pariae: schiereiland Paria (noordoostelijk Venezuela).
- P. c. cinnamomeus: oostelijk Peru, Bolivia en noordwestelijk Argentinië.

## Status
De grootte van de populatie is niet gekwantificeerd maar de soort wordt omschreven als algemeen. Op de Rode lijst van de IUCN heeft deze soort de status niet bedreigd.